# 양혜지 (희극 배우)
양혜지(1990년 5월 5일~)는 2014년에 데뷔한 대한민국의 희극 배우이다. 2018년에 먹방 유튜버로 혜지또먹지라는 채널을 운영하기 시작했다.

## 출연작

### 방송
- 2014 코미디빅리그(tvN)
  - 2014 《코빅열차》
- 2015 《마카롱》(KBS JOY)[2]

### 드라마
- 2016 W(MBC) - 윤희 역[3]